# Piz Languard
Piz Languard är ett berg i kantonen Graubünden, sydöstra Schweiz norr om Piz Bernina. Berget har en höjd av 3 262 meter över havet.